# ルイ・オーギュスト・ル・トノリエ・ド・ブルトゥイユ
プルイリー男爵およびブルトゥイユ男爵ルイ・シャルル・オーギュスト・ル・トノリエ（フランス語: Louis Charles Auguste Le Tonnelier, baron de Breteuil, baron de Preuilly、1730年3月7日 - 1807年11月2日）は、フランス王国の貴族、外交官、政治家。国王ルイ16世によってバスティーユ襲撃のわずか100時間前に任命された、フランス革命以前で最後のフランス首席大臣（首相）。

## 生涯
1730年3月7日、フランス王国アンドル県のアゼ＝ル＝フェロン城で生まれた。1758年、フランス王ルイ15世によってケルン選帝侯領駐在フランス大使に任命され、1760年にサンクトペテルブルク駐在大使に転じた。1762年のエカチェリーナ2世の宮廷クーデターでは事前に休暇を取って関与しないようにした。1769年にストックホルムに派遣された後、ウィーン、ナポリ、ウィーンと転任を繰り返した。1783年、フランス宮廷に召還されて宮内大臣を務め、監獄の行政を改革した。王妃マリー・アントワネットと親しかったが、財務総監のシャルル・アレクサンドル・ド・カロンヌと対立したためカロンヌは1787年にブルトゥイユの罷免を要求した。しかし、その後もルイ16世とマリー・アントワネットからの信頼は揺るがず、1789年7月11日に首席大臣ジャック・ネッケルが解任されるとその後任を務めた。3日後の7月14日にバスティーユ襲撃がおきたことで内閣は崩壊、ブルトゥイユは初期のエミグレの1人として旧スイス連邦に逃亡した。
1790年11月、ルイ16世からヨーロッパ諸国との交渉を全権で任せられた。当時のエミグレの外交政策は全く下手だったが、ブルトゥイユがそれを正そうとした結果、エミグレの宮廷の重鎮であるカロンヌと再び対立した。ブルトゥイユも関与したヴァレンヌ事件が失敗に終わると、ルイ16世はブルトゥイユに命じてエミグレとの関係を修復しようとしたが、彼はルイ16世の弟プロヴァンス伯爵やアルトワ伯爵を信用しておらず、妥協しようとしなかった。その結果、ルイ16世とエミグレが諸外国に発した宣言がお互いに矛盾するものとなり、諸外国はプロヴァンス伯をルイ16世の代表とみなして宣言の矛盾をたてに不干渉政策をとった。1793年にマリー・アントワネットが処刑されると、ブルトゥイユはハンブルクで引退生活に入り、1802年に帰国した後1807年11月2日に死去した。
パリ近郊にあるパヴィヨン・ド・ブルトゥイユはブルトゥイユに因んで名づけられている。